# Леонидас Маламидис
Леонидас Маламидис (на гръцки: Λεωνίδας Μαλαμίδης) е гръцки революционер, деец на гръцката въоръжена пропаганда в Македония.

## Биография
Леонидас Маламидис е роден в сярското село Радолиово, тогава в Османската империя. Присъединява се към гръцката пропаганда в борбата ѝ с българските чети на ВМОРО и става четник в четата на Константинос Даис (капитан Царас). По-късно оглавява самостоятелна чета. През май 1908 година с двама четници успява да унищожи 18 български четници в местността Бунарбаши.
След Младотурската революция в 1908 година се легализира. Участва в Балканските войни под командването на Даис и на Панайотис Гаргалидис.